# Departamento de Talcahuano
El Departamento de Talcahuano fue una antigua división territorial de Chile, un departamento que pertenecía a la provincia de Concepción. Su capital era Talcahuano. Fue creada en 1850, bajo el gobierno del presidente Manuel Bulnes Prieto. Se suprimió con el decreto con fuerza de ley N° 8.582 de 1927, anexándose al Departamento de Concepción. Luego, fue restaurado por la ley N° 5.309 de 4 de diciembre de 1933. Finalmente, fue suprimido en la década de 1970, con la creación de la «Nueva División Político Administrativa».

## Límites
El Departamento de Talcahuano limitaba al norte con el océano Pacífico, al oeste con la Bahía de San Vicente, al sur con el río Biobío, el Departamento de Lautaro (luego Departamento de Coronel) y el Departamento de Concepción; al este con el río Andalién, el Departamento de Concepción y la Bahía de Concepción.

## Administración
El año 1849, José Rondizzoni fue nombrado gobernador del departamento. En 1850 fue designado gobernador Diego Larenas por el jefe de Estado Manuel Bulnes para que rigiera el nuevo Departamento de Talcahuano. 
En 1859 Talcahuano quedó en libertad para elegir a sus propias autoridades, de forma que el primer gobernador electo fue Basilio Urrutia, quien presidía las sesiones de la Municipalidad de esa comuna y bajo cuya dirección se hermoseó la plaza de armas, plantando dos hileras de álamos e instalando una pila de agua en su centro. 
El orden cronológico de los gobernadores que tuvo Talcahuano es el siguiente:
- 1859: Coronel de Ejército Basilio Urrutia.
- 1864: Teniente coronel, Manuel Zañartu. Carlos Pozzi lo subrogó.
- 1869: Luis Mathieu.
- 1876: Luis Mathieu.
- 1882: José Tomás Menchaca.
- 1886: José Manuel Bazan.
- 1889: Salvador Sanfuentes.
- 1892: Enrique Larenas.
- 1904: David Andrews.
- En 1920 y durante la presidencia de Arturo Alessandri Palma (1920-1924; 1932-1938), fueron gobernadores de Talcahuano: Horacio del Río, Luis Concha Herrera, Víctor Varela Lermanda.
- Durante la administración del presidente Pedro Aguirre Cerda (1938-1941) fueron gobernadores de Talcahuano: David Jiménez Gibson, Darío Bastías Rivas y Manuel Osbén.
- Posteriormente y durante el gobierno de los presidentes Gabriel González Videla (1946-1952) y Carlos Ibáñez del Campo (1927-1931; 1952-1958), fueron gobernadores: Leopoldo Álvarez Siles, Guillermo Montenegro Calefé, Enrique Vergara Vergara y Juan Miranda Suárez.
- Durante el gobierno del presidente Jorge Alessandri Rodríguez (1958-1964), el gobernador fue Juan Alarcón Jiménez y durante el gobierno del presidente Eduardo Frei Montalva (1964-1970), estuvo en la dirección de la repartición Oscar Guillermo Neira Valenzuela.
- Durante el gobierno del presidente Salvador Allende Gossens, fueron gobernadores: Estanislao Montoya Rodríguez desde 1970 a 1972 y José Daniel Toledo desde 1972 a 1973.

## Subdelegaciones
En 1871, las subdelegaciones eran las siguientes:
| Subdelegación            | Distrito |
| ------------------------ | -------- |
| 1.ª, Tumbes              | 1.º      |
| 1.ª, Tumbes              | 2.º      |
| 1.ª, Tumbes              | 3.º      |
| 1.ª, Tumbes              | 4.º      |
| 2.ª, Centro del Puerto   | 1.º      |
| 2.ª, Centro del Puerto   | 2.º      |
| 3.ª, El Portón           | 1.º      |
| 3.ª, El Portón           | 2.º      |
| 4.ª, Vegas de Talcahuano | 1.º      |
| 4.ª, Vegas de Talcahuano | 2.º      |
| 4.ª, Vegas de Talcahuano | 3.º      |
| 4.ª, Vegas de Talcahuano | 4.º      |
| 4.ª, Vegas de Talcahuano | 5.º      |
| 4.ª, Vegas de Talcahuano | 6.º      |

Elaborado a partir de: Anuario Estadístico de la República de Chile correspondiente a los años 1870 y 1871, 1871, Imprenta Nacional, Santiago, Chile.
Posteriormente, el departamento estuvo compuesto por las siguientes subdelegaciones:
| Subdelegación           | Distrito            |
| ----------------------- | ------------------- |
| 1.ª, Tumbes             | 1.º, La Escuela     |
| 1.ª, Tumbes             | 2.º, Las Bodegas    |
| 1.ª, Tumbes             | 3.º, El Centinela   |
| 1.ª, Tumbes             | 4.º, Tumbes         |
| 2.ª, Centro del Puerto  | 1.º, Del Centro     |
| 2.ª, Centro del Puerto  | 2.º, Plaza de Armas |
| 3.ª, El Portón          | 1.º, Colón          |
| 3.ª, El Portón          | 2°, El Portón       |
| 4ª, Vegas de Talcahuano | 1°, Las Salinas     |
| 4ª, Vegas de Talcahuano | 2°, Gualpén         |
| 4ª, Vegas de Talcahuano | 3°, Chepe           |
| 4ª, Vegas de Talcahuano | 4°, Carriel         |
| 4ª, Vegas de Talcahuano | 5°, La Pólvora      |

Elaborado a partir de: Memoria presentada al Supremo Gobierno por la Comisión Central del Censo, 1908, Santiago, Chile.

## Comunas y subdelegaciones
El departamento de Talcahuano es restablecido con Ley n.º 5.309 de 4 de diciembre de 1933, con la comuna-subdelegación de Talcahuano.